# Canton de Wasselonne
Le canton de Wasselonne est une ancienne division administrative française, située dans le département du Bas-Rhin, en région Grand Est.

## Composition
Le canton de Wasselonne groupait 17 communes (population en 2008) :
- Balbronn : 640 habitants
- Bergbieten : 617 habitants
- Cosswiller : 559 habitants
- Dahlenheim : 707 habitants
- Dangolsheim : 632 habitants
- Flexbourg : 468 habitants
- Kirchheim : 584 habitants
- Marlenheim : 3 509 habitants
- Nordheim : 796 habitants
- Odratzheim : 460 habitants
- Romanswiller : 1 353 habitants
- Scharrachbergheim-Irmstett : 1119 habitants
- Traenheim : 667 habitants
- Wangen : 711 habitants
- Wangenbourg-Engenthal : 1 383 habitants
- Wasselonne (chef-lieu) : 5 545 habitants
- Westhoffen : 1 615 habitants

## Représentation

### Conseillers généraux de 1833 à 1871 et de 1919 à 2015
| Date d'élection   | Identité                      | Parti                 | Qualité |
| ----------------- | ----------------------------- | --------------------- | --- |
| 1833-1847 (décès) | Jean-Jacques Kessel           |                       | Maréchal de camp en retraite à Marlenheim                                                                                        |
| 1847-1870 (décès) | Jacques North (1815-1870)     |                       | Notaire Maire de Wasselonne (1852-1870)                                                                                          |
| 1871-1919         | occupation allemande          |                       | |
| 1919-1925         | Alfred Oberkirch              | URD                   | Médecin Maire de Wasselonne (1919-1925) Député (1919-1942 et 1945-1946) Président du Conseil Général Elu dans le canton de Villé |
| 1925-1937         | Edouard Extermann (1867-1939) | Rad.ind.              | Médecin-chef de l'hôpital Maire de Wasselonne (1925-1935)                                                                        |
| 1937-1940         | Edouard Rothgerber            | Démocrate             | Cultivateur, maire de Traenheim, conseiller d'arrondissement                                                                     |
|                   |                               |                       | |
| 1945-1973         | Charles Haberer (1913-1987)   | MRP puis CD           | Vétérinaire Maire de Wasselonne (1959-1965)                                                                                      |
| 1973-2011         | Joseph Ostermann              | UDR puis RPR puis UMP | Agent général d'assurances Maire de Wasselonne (1977-2014) Sénateur (1991-2004)                                                  |
| 2011- 2015        | Freddy Zimmermann             | FED - UDI             | Œnologue, Président des producteurs de fruits du Bas-Rhin Conseiller municipal et communautaire de Kirchheim                     |

### Conseillers d'arrondissement (de 1833 à 1871 et de 1919 à 1940)
Le canton de Wasselonne avait deux conseillers d'arrondissement à partir de 1919.
Il appartenait à l'arrondissement de Strasbourg.
| Période                                  | Période      | Identité                  | Étiquette                | Qualité |
| ---------------------------------------- | ------------ | ------------------------- | ------------------------ | --- |
| 1833                                     | 1836         | M. Schaeffer              |                          | Juge de paix à Wasselonne                                                                                   |
|                                          |              |                           |                          | |
| 1919                                     | 1928 (décès) | Joseph Zilliox            |                          | Vétérinaire, maire de Marlenheim                                                                            |
| 1919                                     | 1937         | Edouard Rothgerber        | PDP                      | Président du comice agricole, maire de Traenheim                                                            |
| 1928                                     | 1940         | Georges Specht            | APNA Catholique national | Cultivateur à Marlenheim                                                                                    |
| 1937                                     | 1940         | Joseph Adloff (1897-1955) | UPR                      | Électricien à Wasselonne                                                                                    |
| 1940                                     |              |                           |                          | Les conseils d'arrondissement ont été suspendus par la loi du 12 octobre 1940 et n'ont jamais été réactivés |
| Les données manquantes sont à compléter. |              |                           |                          | |

## Démographie
| 1962   | 1968   | 1975   | 1982   | 1990   | 1999   | 2006   | 2011   | 2012   |
| ------ | ------ | ------ | ------ | ------ | ------ | ------ | ------ | ------ |
| 13 867 | 14 408 | 15 411 | 17 195 | 18 085 | 19 979 | 21 039 | 22 107 | 22 231 |